# HD 34989
HD 34989 ist ein Stern im Sternbild Orion, der von dem Emissionsnebel Sh2-263 und einem Reflexionsnebel umgeben wird. Der mit einem Alter von 8 Millionen Jahren vergleichsweise junge Stern hat rund die 12-fache Masse der Sonne und die 1.500-fache Leuchtkraft. Mit einer Oberflächentemperatur von etwa 25.000 Kelvin emittiert der bläulich-weiß erscheinende Stern ein Großteil seines Lichts im ultravioletten Spektralbereich, ionisiert dadurch den umliegenden Nebel, ein HII-Gebiet, und regt diesen so zum Leuchten (Emission) an.